# جشنواره فیلم پولا
جشنواره فیلم پولا (به کرواتی: Festival igranog filma u Puli) قدیمی‌ترین جشنواره فیلم کشور کرواسی است که تابستان هرسال در شهر پولا برگزار می‌شود. برگزاری این جشنواره، از سال ۱۹۵۴ در تماشاخانه پولا آغاز شده‌است.
جایزهٔ اصلی این جشنواره، تماشاخانهٔ طلایی نام دارد.